# Jonathan Huberdeau
Jonathan Huberdeau (ur. 4 czerwca 1993 w Saint-Jérôme, Quebec) – kanadyjski hokeista, reprezentant Kanady.
Jego brat Sébastien (ur. 1990) także został hokeistą.

## Kariera klubowa
- Saint-Eustache Vikings (2008–2009)
- Saint John Sea Dogs (2009–2013)
- Florida Panthers (2013–2022)
- Calgary Flames (2022–)

Wychowanek St-Jérôme Cougars. W latach 2009–2013 występował w juniorskich rozgrywkach QMJHL w ramach CHL. W tym czasie zdobywał nagrody indywidualne oraz wraz z drużyną zdobył mistrzostwo rozgrywek. W maju 2011 w KHL Junior Draft 2011 został wybrany przez Witiaź Czechow z numerem 3, a miesiąc później w drafcie NHL z 2011 został wybrany przez Florida Panthers z numerem 5. W październiku 2011 podpisał wstępny kontrakt z tym klubem. We wrześniu 2012 został ponownie przekazany do Saint John Sea Dogs z uwagi na lokaut w sezonie NHL (2012/2013) (był jej kapitanem od 2011 do 2013). W jego wznowieniu 2013 został wezwany do klubu Floriada Panthers. W jego barwach 19 stycznia 2013 zadebiutował w rozgrywkach NHL strzelając gola i zaliczając dwie asysty w premierowym meczu. W całym skróconym sezonie uzyskał 31 punktów w 48 meczach i został wybrany jego najlepszym debiutantem. We wrześniu 2015 przedłużył kontrakt z klubem o dwa lata.
W lipcu 2022 został przetransferowany do Calgary Flames, w toku wymiany za Matthew Tkachuka, podpisując ośmioletni kontrakt.

## Kariera reprezentacyjna
Jest reprezentantem juniorskim Kanady. Występował w kadrach juniorskich kraju w turniejach mistrzostw świata do lat 17 (2010), Memoriał Ivana Hlinki 2011 oraz mistrzostw świata do lat 20 (2012, 2013).
W kadrze seniorskiej uczestniczył w turnieju mistrzostw świata w 2014.

## Sukcesy

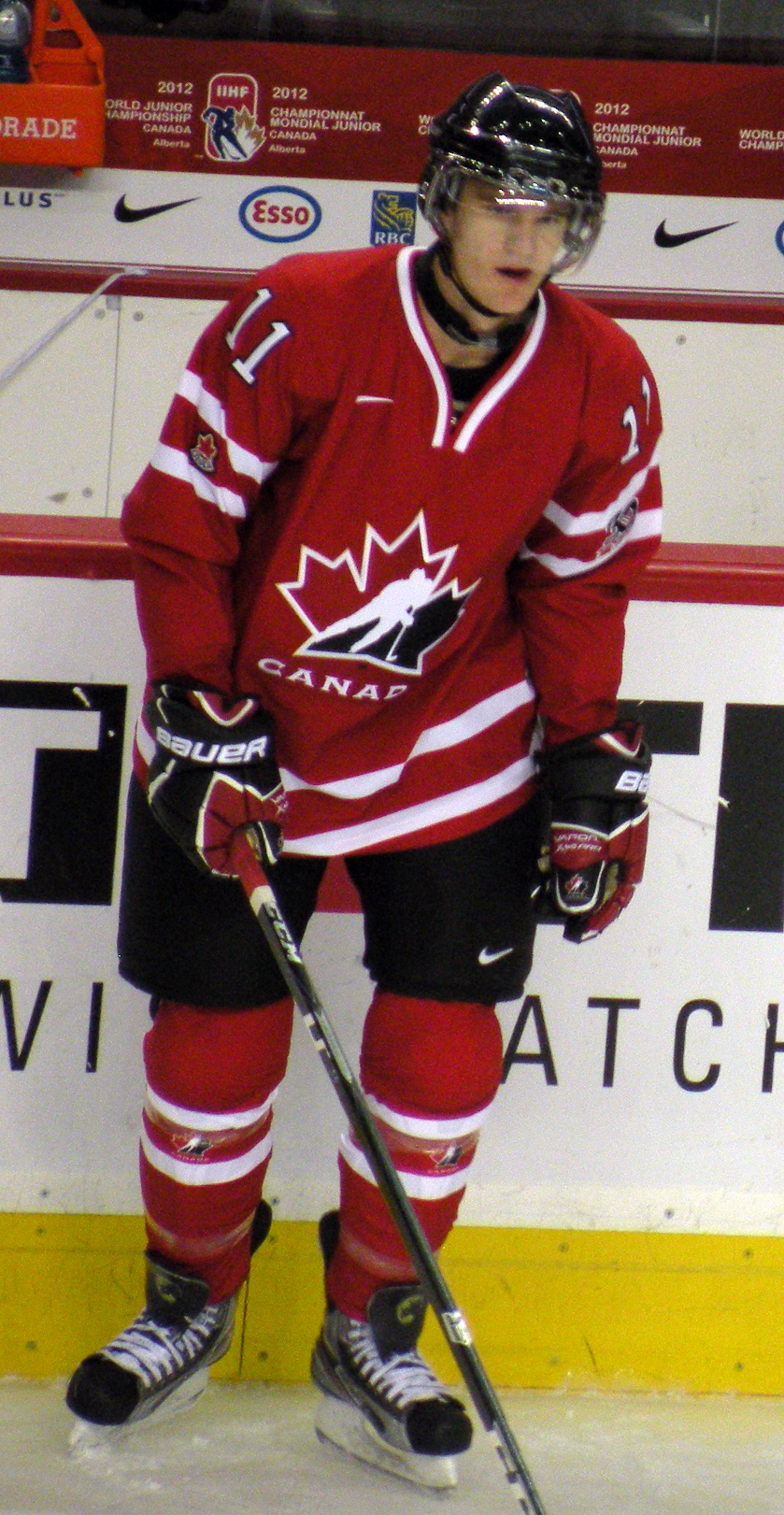
Jonathan Huberdeau w barwach Kanady do lat 20 (2012)

Reprezentacyjne
- Brązowy medal mistrzostw świata juniorów do lat 20: 2012

Klubowe
- Trophée Jean Rougeau: 2010, 2011, 2012 z Saint John Sea Dogs
- Mistrzostwo QMJHL – Coupe du Président: 2011, 2012 z Saint John Sea Dogs
- Mistrzostwo CHL – Memorial Cup: 2011 z Saint John Sea Dogs

Indywidualne
- QMJHL 2010/2011:
  - Pierwsze miejsce w klasyfikacji +/− w sezonie zasadniczym: +59
  - Pierwsze miejsce w klasyfikacji strzelców w fazie play-off: 16 goli
  - Pierwszy skład gwiazd QMJHL
  - Trophée Guy Lafleur – Najbardziej Wartościowy Zawodnik (MVP) w fazie play-off QMJHL
  - CHL Top Prospects Game
  - Stafford Smythe Memorial Trophy – Najbardziej Wartościowy Zawodnik (MVP) turnieju Memorial Cup 2011
  - Skład gwiazd turnieju Memorial Cup 2011
- QMJHL 2011/2012:
  - Pierwsze miejsce w klasyfikacji +/− w sezonie zasadniczym: +53
  - Paul Dumont Trophy – osobowość sezonu QMJHL
  - Drugi skład gwiazd QMJHL
- NHL (2012/2013):
  - Najlepszy pierwszoroczniak miesiąca – luty 2013
  - Skład gwiazd pierwszoroczniaków
  - Calder Memorial Trophy – najlepszy pierwszoroczniak sezonu